# 錫奧訥河
46°13′44″N 7°22′10″E / 46.22882°N 7.36956°E

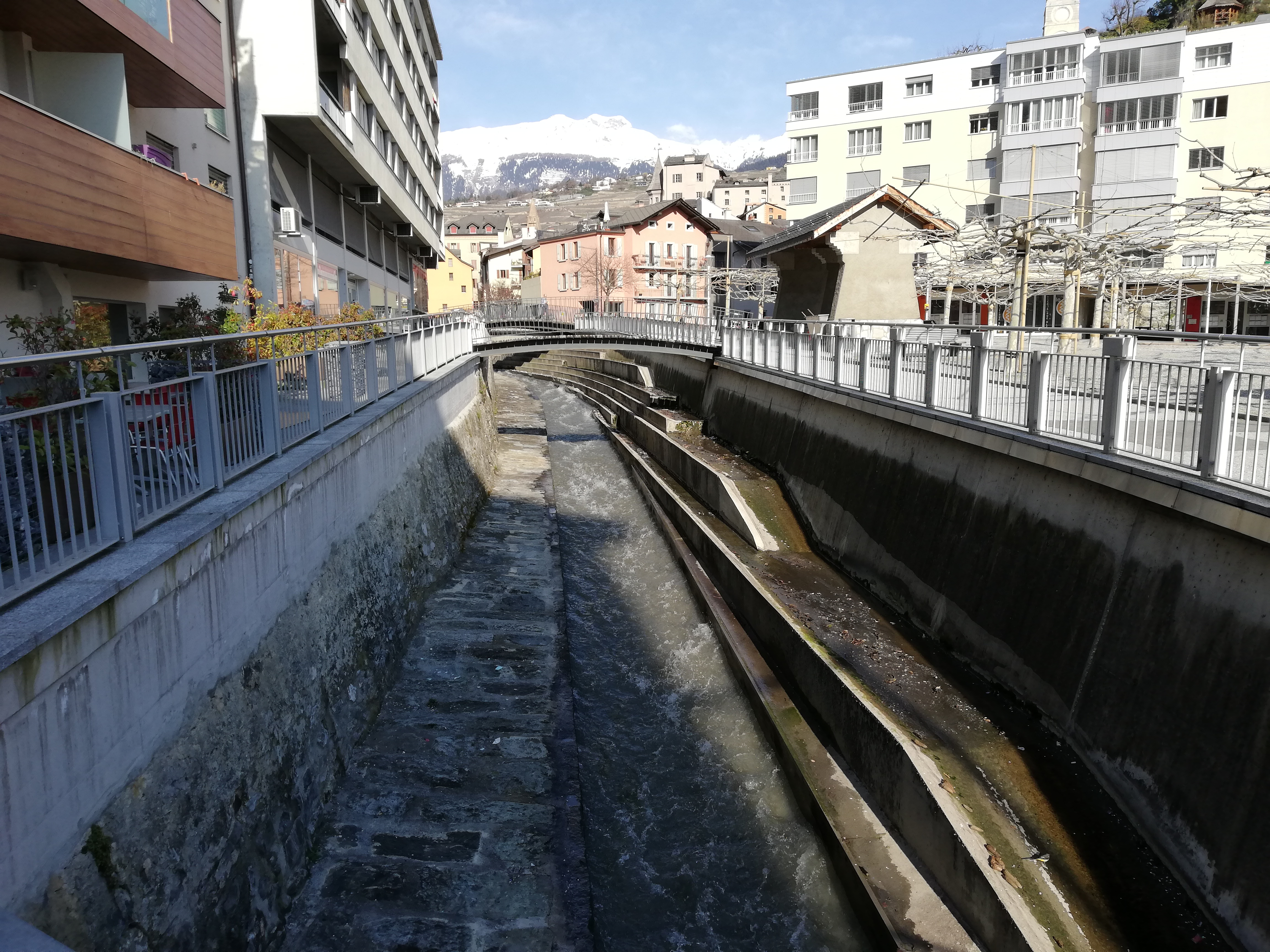

錫奧訥河是瑞士的河流，位於該國西南部，流經瓦萊州，屬於羅訥河的右支流，河道全長11公里，流域面積28平方公里，河口處在錫永。